# オマー
オマー（英: Omagh、英語発音: [ˈəʊmə]ないし[ˈəʊmɑː]）は、イギリスの北アイルランド、ファーマナ・アンド・オマーの中心都市。ドランラフ川とカモウェン川がストラール川となる合流点に位置する。2001年の人口は1万9910人で、県内で最も多い。オマー郡議会と西部教育・図書館委員会の本部が置かれている。

## 歴史
オマーはアイルランド・ゲール語で「前人未到の平原」を意味するアン・オーマイ (an Ómaigh) を英語風にしたものである。792年ごろフランシスコ会が修道院を建て、1610年に町となった。1641年の反乱ではティロン県東部からの難民をかくまった。ボイン川の戦いが起きた1689年にはジェームズ2世がロンドンデリーへの道中に立ち寄ったため、ウィリアム3世の勢力から焼き討ちを受けた。
1768年にダンガノンに代わり、ティロン県の県都となった。1852年にデリー、1853年にエニスキレン、1861年にベルファストとの間に鉄道が開通。1881年には兵営が築かれ、1899年になるとティロン県立病院が開業した。同院ではいま、医療サービスを維持するためのキャンペーンが行われている。1957年にグレート・ノーザン鉄道委員会がオマー＝エニスキレン線を、1965年にはアルスター交通協会がポータダウン＝オマー＝デリー線を廃止したため、オマーを通る鉄道はなくなった。町内のセント・ルシア兵営も2007年8月1日をもって閉鎖された。
当地を訪ねたことのある人物にはエリザベス2世、チャールズ3世、ビル・クリントン（米大統領）とその妻ヒラリー・クリントン、メアリー・マッカリース（アイルランド大統領）、トニー・ブレア（英首相）などが挙げられる。

### 事件
1998年8月15日、オマーは国際的にメディアの耳目を集めた。この日、リアルIRAが町内に仕掛けた自動車爆弾が炸裂し、女性と子どもを含む29人が死亡、100人以上がけがをした。
2011年4月にも自動車爆弾テロがあり、ロナン・ケア巡査が殉職した。事件から1ヵ月後に元IRA暫定派のグループが犯行声明を出した。

## 地理

### 地区
人口は2001年国勢調査の統計に基づく。
- カモウェン（Camowen、2377人）
- クールナガード（Coolnagard、2547人）
- ダーグモニー（Dergmoney、1930人）
- ドランラフ（Drumragh、2481人）
- ゴートラッシュ（Gortrush、2786人）
- キリークロファー（Killyclogher、2945人）
- リサネリー（Lisanelly、2973人）
- ストラール（Strule、1780人）

### タウンランド
オマーはドランラフ教区のオマー・タウンランド（アイルランド独特の土地区画）に生まれた町である。時とともに、市街は下記のような郊外のタウンランドにも拡大していった。
- カンプシー (Campsie)
- コニーワーレン (Conywarren)
- 下クールナガードおよび上クールナガード (Coolnagard Lower, Coolnagard Upper)
- クリーヴェナフ (Creevenagh)
- カルモア (Culmore)
- 下ダーグモニーおよび上ダーグモニー (Dergmoney Lower, Dergmoney Upper)
- ゴーティン (Gortin)
- ゴートモア (Gortmore)
- キリーブラック (Killybrack)
- キリークロファー (Killyclogher)
- ラミー (Lammy)
- リサネリー (Lisanelly)
- リスナマラード (Lisnamallard)
- リサン (Lissan)
- マラフモア (Mullaghmore)
- セデナン (Sedennan)
- ストローロイ (Straughroy)

### 気候

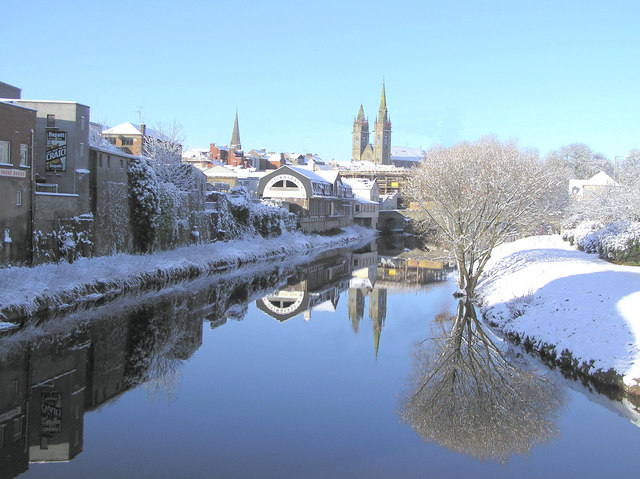
冬のあいだ、オマーでは降雪が当たり前となる。写真はストラール川

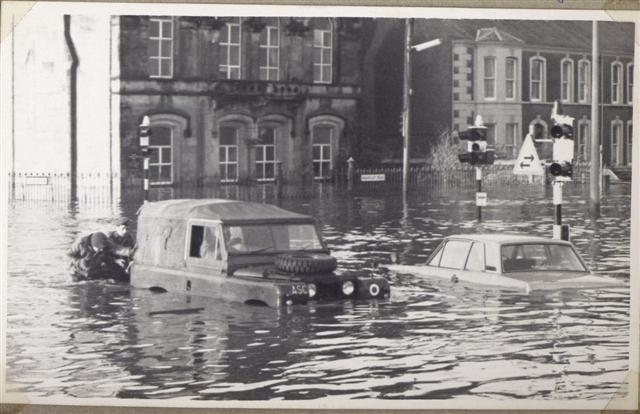
1969年の大洪水で浸水したストラール通り

アイルランドの観測史上最低気温である-19.4℃を記録したことがある。しばしば洪水に悩まされ、わけても1909年、1929年、1954年、1969年、1987年、1999年、最近では2007年6月12日のものは大洪水であった。その結果、ストラール川の堤防建設など、被害を最小限にする対策が講じられてきた。蛇行する川の両岸は開発に不向きなため、緑地帯や遊歩道、公園に整備されている。

## 人口統計
北アイルランド統計・調査エージェンシー (NISRA) は、オマーを大規模タウン型入植地に分類している。人口は1万9910人（2001年国勢調査）で、内訳は下記の通り。
- 16歳以下が24.8%、60歳以上が14.9%。平均年齢は34.0歳
- 男性が48.9%、女性が51.1%
- カトリック系が68.2%、プロテスタント系が29.5%
- 16歳から74歳の3.9%が失業者
- 北アイルランド以外の生まれが13.8%

### 人口の推移[9]
- 1981年 - 1万4627人（国勢調査）
- 1991年 - 1万7280人（国勢調査）
- 2000年 - 1万8031人（推計）
- 2001年 - 1万9910人（国勢調査）
- 2010年 - 2万2834人（見積もり）

## 見どころ

### 観光名所
郊外のアルスター・アメリカン・フォーク・パークにはトマス・メロンの生家が保存されている。彼は1813年にこのコテージで生まれ、5歳でアメリカのペンシルベニア州に移民するまでを過ごした。トマスの息子が「鉄鋼のカーネギー、銀行のメロン」と言わしめたかのアンドリュー・メロンである。園内は1800年代のアイルランド人（とりわけアルスター）の移民の足跡を展示する野外博物館になっており、復活祭（イースター）、クリスマス、アメリカ独立記念日、ハロウィーンには大規模なイベントが行われる。毎年ブルーグラスの音楽祭も開かれる。2003年度の入場者数は12万7000人を数えた。
市街の北16kmの森のなかにはゴーティン・グレンズ森林公園があり、滝や湖の自然を楽しめる。
中心市街地には2007年、都市再開発事業の一環としてストラール芸術センターがオープンした。ストラール川とハイ街の中間にモダンな市民センターを建てることで、さびれた区域の活性化をはかるよい例である。

### 公園
子ども向けの公園が20箇所以上あり、ほとんどが緑におおわれている。そのなかで最も大きいのは、市街近郊のグランジ公園である。蛇行するストラール川沿いにも、多数のオープンスペースが整備されている。オマー・レジャー・コンプレックスはグランジ公園近くの大きな市民公園で、11ヘクタールのグラウンドのほか娯楽施設、ボート競技のための池、人工芝の競技場、自転車道などがある。

### ショッピング
県の中心部に位置するゆえ、デリーやレターケニーを出し抜き西アルスターの小売の中心地となっている。2000年からの4年間で8000万ポンド以上の資本が投資され、6万960平方メートルの土地が新たに小売関連の用地となった。主なショッピングセンターにはメイン・ストリート・モール、グレート・ノーザン・ロード・リテール・パーク、セダン通りのショウグラウンズ・リテール・パークが挙げられる。ハイ街にも小売店が連なる。

## 交通

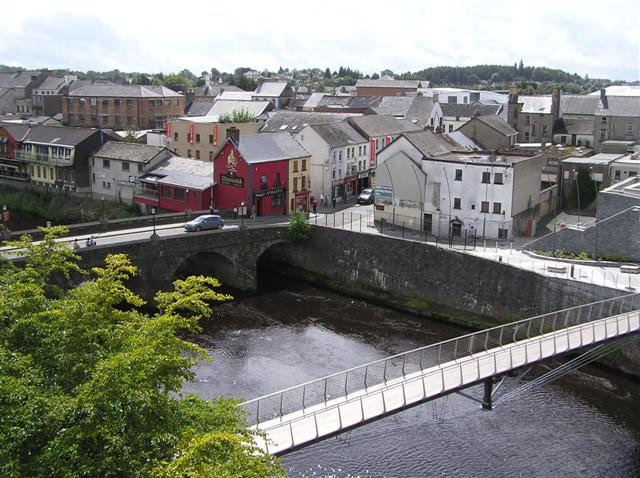
大学のエレベーターから町内を見る

### 往年の鉄道
鉄道は町はおろか、郡内にも通っていない。
1852年9月3日にアイルランド規格の1600mmのロンドンデリー・アンド・エニスキレン鉄道 （L&ER) が開通し、1854年にエニスキレンまで延伸された。1861年にはポータダウン・ダンガノン・アンド・オマー連絡鉄道 (PD&O) がオマーに到達、後にポータダウンとデリーとをむすんだことで「ザ・デリー・ロード」の異名をとった。グレート・ノーザン鉄道 (GNR) は1876年にPD&Oと合併し、1883年にはL&ERと統合した。
1957年、北アイルランド政府はGNRのオマー＝エニスキレン線を廃止。残るGNRの路線は翌年にアルスター交通協会に委託され、1963年のいわゆる「ベンソン報告」を受けて「デリー・ロード」も1965年2月15日に廃線となった。線路跡には後に道路が敷かれた。

### 幹線道路
- A32号（オマー - エニスキレン - バリーナモア）
- A5号（ストラバーン - オマー - モナハン - アシュバーン - ダブリン）
- A4号（オマー - ダンガノン - ベルファスト）
- A505号（オマー - クックスタウン）

## 教育

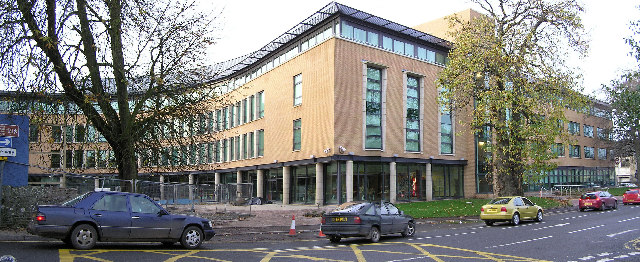
オマー・カレッジ

オマーにはすべてのレベルで幅広い分野の教育機関がある。ホスピタル街のカンプシー・ハウスには西部教育・図書館委員会の本部が置かれている。
初等学校
- セント・コームシルズ小学校
- クライスト・ザ・キング小学校
- ギブソン小学校
- ロレート小学校
- オマー県立小学校（および附属幼稚園）
- オマー・インテグレーテッド小学校
- セント・メアリーズ小学校
- セント・コナーズ小学校
- ゲール語小学校（および附属幼稚園）
- リカーソン小学校

グラマースクール/中等学校
- クリスチャン・ブラザーズ・グラマースクール
- ドランラフ・インテグレーテッド・カレッジ
- ロレート・グラマースクール
- オマー・アカデミー
- オマー高等学校
- 聖心カレッジ

大学
- オマー継続教育カレッジ

## メディア
地元紙および地元誌
- オマー・トゥデイ (Omagh Today)
- ティロン・アドバータイザー (Tyrone Advertiser)
- ティロン・コンスティテューション (Tyrone Constitution)
- ティロン・ヘラルド (Tyrone Herald)
- アルスター・ヘラルド (Tyrone Herald)

ローカルラジオ局
町内のマーケット街にQ101.2 FM Westという局があり、BBCラジオ・アルスターもオマーにスタジオを構えている。
2008年12月には4週間にわたって、コミュニティラジオ局の「ストラールFM」が試験放送を行った。番組の司会者や歴史家、サウス・ウェスト・カレッジの学生らが共同でプロデュースし、地元の耳より情報と音楽を組み合わせた番組を放送した。このプロジェクトは2009年度ソニー・ラジオ・アカデミー賞のコミュニティラジオ部門で銅賞を受賞した。

## スポーツ

### ゲーリック・ゲームズ
スポーツではゲーリック・ゲームズ、わけてもゲーリックフットボールの人気が高い。町内にはヒーリー・パークを本拠地とするオマー・セント・エンダズと、クラナボーガンを本拠地とするドランラフ・サーズフィールズの2つのクラブがある。
ヒーリー・パークはゴーティン街にあるゲーリック体育協会 (GAA) の拠点スタジアム。収容人員は2万5000人ほどで、照明灯を有する競技場としてはアルスター初である。ティロン県シニア・フットボール選手権大会の後半戦や県内のホームゲーム、それに他県のクラブ同士で中立的な競技場を要するゲームに使われる。

### サッカー
2005年にオマー・タウンFCが消滅してから、サッカークラブは一つもない。

### ラグビー
主に地元住民から成る、アマチュアチームのオマー・アカデミカルズがある。

## ゆかりの人物
- ウィリー・アンダーソン - ラグビー選手、コーチ
- チャールズ・ビーティー - 競売人、政治家
- ジミー・ケネディ - 作詞家。作詞・作曲家殿堂入り
- ベネディクト・カイリー - 作家、ジャーナリスト
- リンダ・マーティン - ミュージシャン。ユーロビジョン・ソング・コンテスト1992優勝
- パトリック・マカリニー - 俳優[21]
- フランキー・マクブライド - カントリー歌手
- ロバート・マクドナルド - カナダのサッカー選手
- ジョー・マクマホン - ゲーリックフットボール選手
- ジャスティン・マクマホン - ゲーリックフットボール選手
- ジェラード・マクソーリー - 俳優[22]
- サム・ニール - ニュージーランドの俳優
- パット・シャーキー - サッカー選手
- イバン・スプルール - サッカー選手
- ジュリエット・ターナー - シンガー・ソングライター
- ドナ・タッガート - 歌手
- アーティー・マクグリン - ギタリスト
- 第6代ウェストミンスター公ジェラルド・グローブナー - 世界的富豪
- アーロン・マコーマック - 実業家。世界経済フォーラムの「ヤング・グローバル・リーダーズ」のひとり
- ダリル・シンプソン - ミュージシャン、テノール歌手
- ブライアン・フリール - 脚本家
- フィリップ・ターベット - バス、クラリネット、サックス奏者
- ジャネット・デブリン - The X Factorの2011年度ファイナリスト

## 対外関係

### 姉妹都市･提携都市

#### 国内
- イースト・キルブライド（スコットランド国 ストラスクライド地方 サウス・ラナークシャー州）

#### 国外
- ライ･レ･ローズ（フランス共和国 イル･ド･フランス地方 ヴァル･ド･マルヌ県）